# Culpa meva: Londres
Culpa meva: Londres (títol original en anglès, My Fault: London) és una pel·lícula de drama romàntic britànic de 2025 dirigida per Dani Girdwood i Charlotte Fassler, escrita per Melissa Osborne i protagonitzada per Asha Banks i Matthew Broome. És una adaptació de la pel·lícula espanyola de 2023 Culpa meva, que es basava en la novel·la homònima de Mercedes Ron. Es va estrenar a Amazon Prime Video el 13 de febrer de 2025. S'ha subtitulat al català.
El rodatge principal va durar fins al maig de 2024.